# Horní Slivno
Horní Slivno (en allemand : Ober Sliwno) est une commune du district de Mladá Boleslav, dans la région de Bohême-Centrale, en République tchèque. Sa population s'élevait à 313 habitants en 2020.

## Géographie
Horní Slivno se trouve à 9 km à l'ouest de Benátky nad Jizerou, à 18,5 km au sud-ouest de Mladá Boleslav et à 32 km au nord-est de Prague.
La commune est limitée par Kropáčova Vrutice au nord, par Dolní Slivno à l'est, par Sudovo Hlavno au sud, et par Kojovice, un quartier exclavé de Kropáčova Vrutice, et Košátky à l'ouest.

## Histoire
La première mention écrite de la localité date de 1223.

## Transports
Par la route, Horní Slivno se trouve à 9,5 km de Benátky nad Jizerou, à 31,5 km de Mladá Boleslav et à 44 km du centre de Prague.